# TTC Kurpfalz Ludwigshafen
Der TTC Kurpfalz Ludwigshafen ist ein ehemaliger Tischtennisverein aus Ludwigshafen-Mundenheim. Dessen Damenmannschaft gehörte vor dem Zweiten Weltkrieg zu den besten Mannschaften Deutschlands und wurde erster deutscher Meister.
1933/34 wurde zum zweiten Mal eine deutsche Damen-Mannschaftsmeisterschaft im Tischtennis durchgeführt. Die Endrunde fand in Erfurt statt. Hier siegte die Mannschaft des TTC Kurpfalz Ludwigshafen vor dem Post SV Blau-Gelb Braunschweig, dem DSC Hagen und dem TTC Gelb-Weiß Berlin (der in der Endrunde nicht antrat). Die Meistermannschaft bestand aus den Spielerinnen Frl. Fahlbusch, Fr. Schweikert, Fr. Knüttel (Schwester von Rosi Fahlbusch), Frl. Schreiber, Fr. Hübner, Fr. Heene sowie Helene Kreß. Da die erste Damen-Meisterschaft im Vorjahr vorzeitig abgebrochen wurde, war TTC Kurpfalz Ludwigshafen der erste deutsche Meister.
Auch in den beiden Folgejahren erreichte das Team die Endrunde. 1934/35 wurde es Zweiter hinter der Reemtsma Dresden (vor dem TTV Herne und dem TTC Saxonia Hamburg), 1935/36 blieb es ohne Sieg und wurde Dritter hinter der BSG Osram Berlin und Schwarz-Gelb Elberfeld (der TTC Saxonia Hamburg trat nicht an).
1936 gab der Verein seine Eigenständigkeit auf, er schloss sich dem Reichsbahn-Turn- und Sportverein Ludwigshafen als Tischtennisabteilung an.